# Joseph Zevi Hirsch Dünner

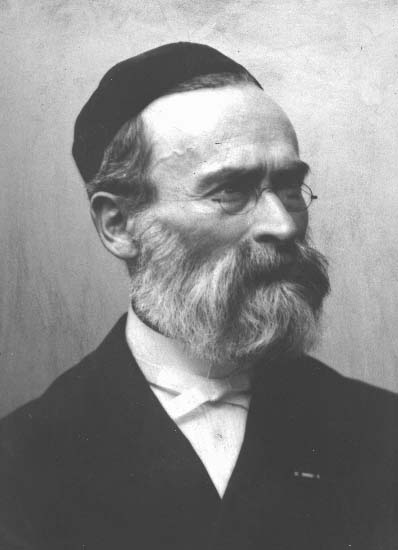
Joseph Zevi Hirsch Dünner (1900)

Joseph Zevi Hirsch Dünner (geboren am 11. Januar 1833 in Krakau, Republik Krakau; gestorben am 13. Oktober 1911 in Amsterdam) war ein niederländischer Rabbiner und Autor.

## Leben
Dünner wurde 1833 in Krakau geboren. Seit 1874 Rabbiner, war Hirsch Dünner Prediger, Oberrabbiner von Amsterdam und trat auch als Autor mit wissenschaftlichen Arbeiten über Talmud, Tosefta etc. hervor. Seine Kanzelreden in Niederländisch wurden in fünf Teilen von 1897 bis 1901 in Amsterdam herausgegeben.
Joseph Zevi Hirsch Dünner verstarb 1911 in Amsterdam im Alter von 77 Jahren. Er ist auf dem Jüdischen Friedhof der Gemeinde Muiderberg beerdigt.

## Werke (Auswahl)
- Die Theorien, über Wesen und Ursprung der Tosefta Kritisch Dargestellt. Seyffard, Amsterdam  1874